# Gracilosphya hirtipennis
Gracilosphya hirtipennis är en skalbaggsart som beskrevs av Dillon 1952. Gracilosphya hirtipennis ingår i släktet Gracilosphya och familjen långhorningar.
Artens utbredningsområde är Fiji. Inga underarter finns listade i Catalogue of Life.